# Volvopluteus earlei
A Volvopluteus earlei é uma espécie de fungo da família Pluteaceae. Foi originalmente descrito em 1911 pelo micologista americano William Alphonso Murrill como Volvariopsis earlei, com base em coletas feitas em um campo de banana em Cuba. Posteriormente, o fungo foi transferido para os gêneros Volvaria e Volvariella antes que estudos moleculares o colocassem no Volvopluteus, um gênero recentemente descrito em 2011.
O píleo tem normalmente entre 2,5 e 5 cm de diâmetro, é branco e é marcadamente viscoso quando fresco. As lamelas são inicialmente brancas, mas logo se tornam rosadas. O estipe é branco e mede 5 cm de comprimento e 1 cm de largura. Ele tem uma volva branca e lisa, semelhante a um saco, em sua base. O cogumelo produz uma esporada marrom-rosada feita de esporos elípticos individuais medindo até 11 μm de comprimento. Um fungo saprófito que cresce em campos gramados, o V. earlei foi relatado na África, Europa e América do Norte. As características microscópicas e os dados da sequência de DNA são de grande importância para separar esse táxon das espécies relacionadas. A V. earlei pode ser distinguida de outras três Volvariella por diferenças no tamanho dos basidiomas, na cor do píleo, no tamanho dos esporos e na presença ou ausência e forma dos cistídios.

## Taxonomia
Essa espécie foi originalmente descrita pelo micologista americano William Alphonso Murrill em 1911, com base em três coletas feitas por seu colega Franklin Sumner Earle em Santiago de las Vegas (Cuba) alguns anos antes. Ela foi originalmente descrita por Murrill no gênero Volvariopsis, criado na mesma publicação, porque naquela época havia uma confusão considerável sobre qual nome genérico era mais apropriado para os cogumelos tradicionalmente classificados no gênero Volvariella. Na época da proposta de Murrill, a maioria das espécies desse grupo era classificada no gênero Volvaria, criado por Paul Kummer em 1871, mas os micologistas perceberam que o nome Volvaria já estava sendo usado, pois havia sido cunhado por Augustin Pyramus de Candolle para um gênero de líquens em 1805. Um ano depois, Murrill transferiu suas espécies de Volvariopsis para o gênero Volvaria, citando preocupações práticas sobre o uso de nomes para não taxonomistas: "Várias espécies de fungos lamelares descritas por mim na América tropical em Mycologia, 1911-1912, sob gêneros não encontrados no Sylloge de Saccardo, são aqui recombinadas para o benefício daqueles que têm ou usam herbários organizados de acordo com esse trabalho. Colecionadores, patologistas e outros que não estejam intimamente familiarizados com os métodos taxonômicos provavelmente acharão mais conveniente seguir o sistema único até que uma revisão abrangente seja concluída, pelo menos para alguns grupos importantes".
|  | Volvopluteus earlei                                                                   |
|  |                                                                                       |
|  | \| \| Volvopluteus asiaticus \| \| \| \| \| \| Volvopluteus michiganensis \| \| \| \| |
|  |                                                                                       |
|  | Volvopluteus asiaticus                                                                |
|  |                                                                                       |
|  | Volvopluteus michiganensis                                                            |
|  |                                                                                       |

|  | Volvopluteus asiaticus     |
|  |                            |
|  | Volvopluteus michiganensis |
|  |                            |

|  | Volvopluteus earlei                                                                   |
|  |                                                                                       |
|  | \| \| Volvopluteus asiaticus \| \| \| \| \| \| Volvopluteus michiganensis \| \| \| \| |
|  |                                                                                       |
|  | Volvopluteus asiaticus                                                                |
|  |                                                                                       |
|  | Volvopluteus michiganensis                                                            |
|  |                                                                                       |

|  | Volvopluteus asiaticus     |
|  |                            |
|  | Volvopluteus michiganensis |
|  |                            |

|  | Volvopluteus earlei                                                                   |
|  |                                                                                       |
|  | \| \| Volvopluteus asiaticus \| \| \| \| \| \| Volvopluteus michiganensis \| \| \| \| |
|  |                                                                                       |
|  | Volvopluteus asiaticus                                                                |
|  |                                                                                       |
|  | Volvopluteus michiganensis                                                            |
|  |                                                                                       |

|  | Volvopluteus asiaticus     |
|  |                            |
|  | Volvopluteus michiganensis |
|  |                            |

|  | Volvopluteus earlei                                                                   |
|  |                                                                                       |
|  | \| \| Volvopluteus asiaticus \| \| \| \| \| \| Volvopluteus michiganensis \| \| \| \| |
|  |                                                                                       |
|  | Volvopluteus asiaticus                                                                |
|  |                                                                                       |
|  | Volvopluteus michiganensis                                                            |
|  |                                                                                       |

|  | Volvopluteus asiaticus     |
|  |                            |
|  | Volvopluteus michiganensis |
|  |                            |

Por fim, nem Volvaria nem Volvariopsis seriam usados como o nome correto para esse grupo. O nome genérico Volvariella, proposto pelo micologista argentino Carlos Luis Spegazzini em 1899, seria adotado para esse grupo em 1953, depois que uma proposta para conservar a Volvaria de Kummer contra a Volvaria de De Candolle foi rejeitada pelo Comitê de Nomenclatura para Fungos estabelecido sob os princípios do Código Internacional de Nomenclatura Botânica. A combinação Volvariella earlei seria feita por Robert L. Shaffer, autor da primeira revisão monográfica abrangente de Volvariella na América do Norte, em 1957.
O estudo filogenético de Alfredo Justo e colegas mostrou que a Volvariella earlei está intimamente relacionada à Volvariella gloiocephala e que esse grupo de espécies constitui uma linhagem separada da maioria das espécies tradicionalmente classificadas em Volvariella. Portanto, esse táxon foi transferido para o recém-proposto gênero Volvopluteus. O epíteto específico earlei vem do sobrenome de Franklin Sumner Earle, o coletor das amostras originais, a quem Murrill dedicou a espécie. Os holótipos originais dessa espécie ainda estão preservados no herbário do Jardim Botânico de Nova York.

## Descrição
O píleo tem entre 25 e 50 mm de diâmetro, mais ou menos ovalado ou hemisférico quando novo, expandindo-se depois para convexo ou plano. Pode ter um umbo baixo e largo no centro em espécimes antigos; a superfície é marcadamente viscosa em basidiomas frescos; o píleo é branco puro, mas as vezes desenvolve tons de marrom pálido com a maturidade. As lamelas são amontoadas, livres de fixação ao estipe, ventriculares e com até 6 mm de largura; são brancas quando novas, mas tornam-se rosadas com o tempo, à medida que os esporos amadurecem. O estipe cilíndrico tem 30 a 50 mm de comprimento e 2 a 10 mm de largura, alargando-se em direção à base. Sua superfície é branca, lisa ou levemente pruinosa (como se estivesse coberta por um pó branco fino). A volva, em forma de saco, tem até 20 mm de altura, é branca e tem uma superfície lisa. A carne é branca no estipe e no píleo e não muda de cor quando machucada ou exposta ao ar. O cheiro e o sabor da carne são descritos como indistintos ou herbáceos. A esporada é marrom-rosada.

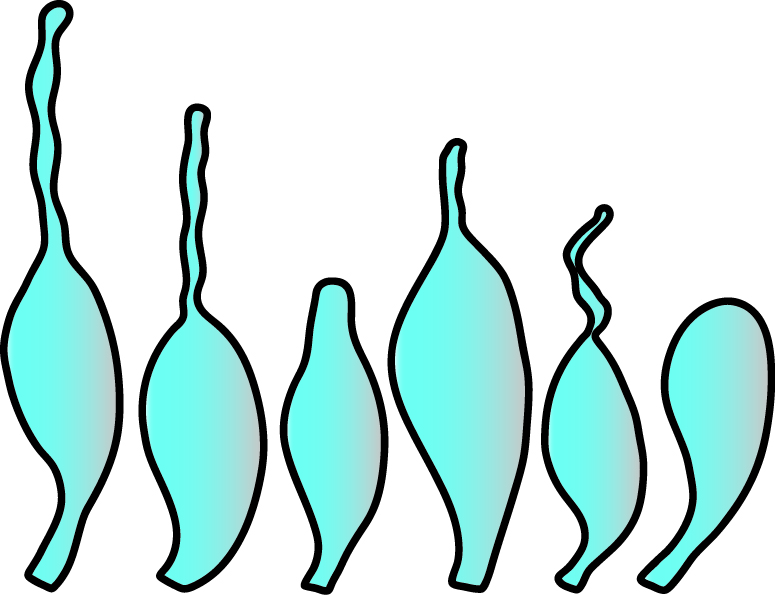
Os queilocistídios da Volvopluteus earlei têm formato variável e geralmente apresentam um crescimento apical longo.

Os esporos são elipsoides e medem de 11 a 16 por 8 a 11 μm. Os basídios medem de 20 a 40 por 8 a 16 μm; geralmente têm quatro esporos, mas as vezes têm dois esporos e, mais raramente, podem ocorrer formas com um só esporo. Os pleurocistídios (cistídios na face da lamela) estão ausentes na maioria das coleções; quando presentes, são escassos e semelhantes aos queilocistídios. Os queilocistídios (cistídios na borda da lamela) medem de 30 a 70 por 10 a 35 μm e têm formato de taco, fuso ou frasco e, geralmente, cada um tem um crescimento apical de até 40 μm de comprimento. Os queilocistídios cobrem completamente a borda da lamela. Na forma acystidiatus (N.C.Pathak) Vizzini & Contu, tanto os pleurocistídios quanto os queilocistídios estão completamente ausentes. A pileipellis é uma ixocútis (hifas paralelas incorporadas em uma matriz gelatinosa). A cutícula do estipe é uma cútis (hifas paralelas não incorporadas em uma matriz gelatinosa). As vezes, há caulocistídios (cistídios no estipe); eles medem de 65 a 140 por 10 a 25 μm e são, em sua maioria, cilíndricos.

### Espécies semelhantes
As análises moleculares da região espaçadora interna transcrita separam claramente as quatro espécies atualmente reconhecidas no gênero Volvopluteus, mas a identificação morfológica pode ser mais difícil devido à variação morfológica que as vezes se sobrepõe entre as espécies. O tamanho dos basidiomas, a cor do píleo, o tamanho dos esporos, a presença ou ausência de cistídios, e a morfologia dos cistídios são os caracteres mais importantes para a delimitação morfológica das espécies no gênero. A Volvopluteus gloiocephalus tem basidiomas maiores (píleo com mais de 5 cm de diâmetro), tem pleurocistídios e os queilocistídios não têm longos crescimentos apicais. A  V. asiaticus tem pleurocistídios e tem predominantemente queilocistídios em forma de frasco, sem longos crescimentos apicais. Em V. michiganensis, os pleurocistídios também estão presentes, e essa espécie tem esporos menores, geralmente com menos de 12,5 μm de comprimento.

## Habitat, distribuição e ecologia
O Volvopluteus earlei é um cogumelo saprófito que cresce em jardins e campos gramados. Foi originalmente encontrado em campos de banana em Cuba. Na África, Espanha e Itália foi relatado principalmente em áreas de jardins urbanos ou antropogênicos. Geralmente frutifica em grupos de vários cogumelos, mas também pode ser encontrado em crescimento solitário. Também foi relatada na Carolina do Norte e no México. Dados moleculares corroboraram até agora que as coleções europeias e africanas correspondem à mesma espécie.

## Links externos
- Volvopluteus earlei em Index Fungorum
- Imagens em Mushroom Observer